# Olivier de Sarnez
Pour les articles homonymes, voir Sarnez.
Olivier de Sarnez-Lebel, dit Olivier de Sarnez, né le 21 février 1927 à Paris et mort le 8 avril 2013 dans la même ville,, est un résistant et homme politique français. Il est le père de Marielle de Sarnez.

## Biographie
Olivier de Sarnez-Lebel est issu d'une famille alsacienne qui a obtenu un titre de baron en 1810 sous le Premier Empire, titre confirmé en 1817 sous la Seconde Restauration.
Élève au lycée Janson-de-Sailly, il participe à la manifestation du 11 novembre 1940. De 1943 à 1944, il participe à divers mouvements et actions armées de résistance.
De janvier 1959 à février 1960, il est conseiller technique auprès de Roger Frey, ministre de l'information.
De 1961 à 1967, il est chef de cabinet de Roger Frey au ministère de l'Intérieur,
Il est député UDR de la quatrième circonscription de la Seine-Maritime de 1968 à 1973.
En 2004, il est élu président de l'Association nationale des Médaillés de la Résistance française.

## Controverse
Pour avoir affiché son soutien à Maurice Papon lors des obsèques de ce dernier en février 2007, il est contesté par Robert Créange, secrétaire général de la Fédération nationale des déportés et internés résistants et patriotes, qui demande au ministre délégué aux Anciens combattants de le sanctionner.

## Décorations
- Officier de la Légion d'honneur (2008 ; chevalier en 2000)[10]
- Médaille de la Résistance française[4]